# 함양군의 국회의원

## 함양군의 역대 국회의원 일람
| 대수         | 이름           | 소속정당   | 임기                             | 선거구역                              | 개표결과 |
| ------------ | -------------- | ---------- | -------------------------------- | ------------------------------------- | -------- |
| 제헌         | 김경도(金景道) | 독촉국민회 | 1948년 5월 31일~1950년 5월 30일  | 함양군 일원(제28선거구)               | 보기     |
| 제2대        | 박정규(朴井圭) | 국민회     | 1950년 5월 31일~1954년 5월 30일  | 함양군 일원(제29선거구)               |          |
| 제3대        | 김영상(金永祥) | 국민회     | 1954년 5월 31일~1958년 5월 30일  | 함양군 일원(제29선거구)               |          |
| 제4대        | 박상길(朴相吉) | 무소속     | 1958년 5월 31일~1960년 7월 28일  | 함양군 일원(제37선거구)               |          |
| 제5대 민의원 | 정준현(鄭俊鉉) | 민주당     | 1960년 7월 29일~1961년 5월 16일  | 함양군 일원(제37선거구)               |          |
| 제6대        | 민병권(閔丙權) | 민주공화당 | 1963년 12월 17일~1967년 6월 30일 | 함양군·거창군 일원(제15선거구)        |          |
| 제7대        | 민병권(閔丙權) | 민주공화당 | 1967년 7월 1일~1971년 6월 30일   | 함양군·거창군 일원(제15선거구)        |          |
| 제8대        | 민병권(閔丙權) | 민주공화당 | 1971년 7월 1일~1972년 10월 17일  | 함양군·거창군 일원(제18선거구)        |          |
| 제9대        | 정우식(鄭雨湜) | 민주공화당 | 1973년 3월 12일~1979년 3월 11일  | 산청군·함양군·거창군 일원(제9선거구)  |          |
| 제9대        | 김동영(金東英) | 신민당     | 1973년 3월 12일~1979년 3월 11일  | 산청군·함양군·거창군 일원(제9선거구)  |          |
| 제10대       | 노인환(盧仁煥) | 민주공화당 | 1979년 3월 12일~1980년 10월 27일 | 산청군·함양군·거창군 일원(제9선거구)  |          |
| 제10대       | 김동영(金東英) | 신민당     | 1979년 3월 12일~1980년 8월 27일  | 산청군·함양군·거창군 일원(제9선거구)  |          |
| 제11대       | 권익현(權翊鉉) | 민주정의당 | 1981년 4월 11일~1985년 4월 10일  | 산청군·함양군·거창군 일원(제10선거구) |          |
| 제11대       | 임채홍(林采洪) | 민권당     | 1981년 4월 11일~1985년 4월 10일  | 산청군·함양군·거창군 일원(제10선거구) |          |
| 제12대       | 권익현(權翊鉉) | 민주정의당 | 1985년 4월 11일~1988년 5월 29일  | 산청군·함양군·거창군 일원(제10선거구) |          |
| 제12대       | 김동영(金東英) | 신한민주당 | 1985년 4월 11일~1988년 5월 29일  | 산청군·함양군·거창군 일원(제10선거구) |          |
| 제13대       | 노인환(盧仁煥) | 민주정의당 | 1988년 5월 30일~1992년 5월 29일  | 산청군·함양군 일원                    |          |
| 제14대       | 노인환(盧仁煥) | 민주자유당 | 1992년 5월 30일~1996년 5월 29일  | 산청군·함양군 일원                    |          |
| 제15대       | 권익현(權翊鉉) | 신한국당   | 1996년 5월 30일~2000년 5월 29일  | 산청군·함양군 일원                    |          |
| 제16대       | 이강두(李康斗) | 한나라당   | 2000년 5월 30일~2004년 5월 29일  | 함양군·거창군 일원                    |          |
| 제17대       | 이강두(李康斗) | 한나라당   | 2004년 5월 30일~2008년 5월 29일  | 산청군·함양군·거창군 일원             |          |
| 제18대       | 신성범(愼聖範) | 한나라당   | 2008년 5월 30일~2012년 5월 29일  | 산청군·함양군·거창군 일원             |          |
| 제19대       | 신성범(愼聖範) | 새누리당   | 2012년 5월 30일~2016년 5월 29일  | 산청군·함양군·거창군 일원             |          |
| 제20대       | 강석진(姜錫振) | 새누리당   | 2016년 5월 30일~2020년 5월 29일  | 산청군·함양군·거창군·합천군 일원      |          |
| 제21대       | 김태호(金台鎬) | 무소속     | 2020년 5월 30일~2024년 5월 29일  | 산청군·함양군·거창군·합천군 일원      |          |
| 제22대       | 신성범(愼聖範) | 국민의힘   | 2024년 5월 30일~                 | 산청군·함양군·거창군·합천군 일원      |          |

## 같이 보기
- 거창군의 국회의원
- 산청군의 국회의원
- 합천군의 국회의원
- 산청군·함양군
- 함양군·거창군
- 산청군·함양군·거창군 (2004년 선거구)
- 산청군·함양군·거창군·합천군